# Quadrângulo de Cebrenia

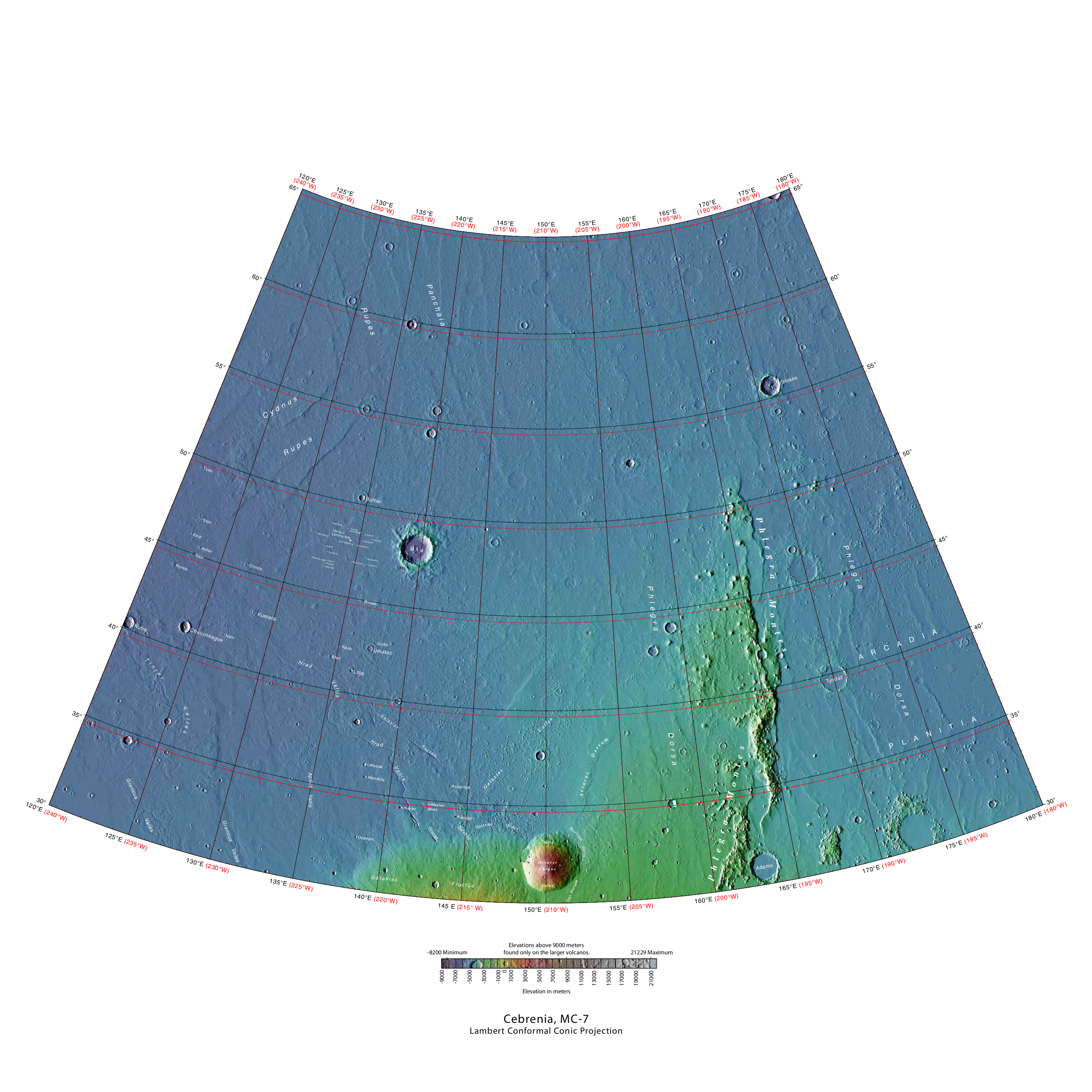
Quadrângulo de Cebrenia

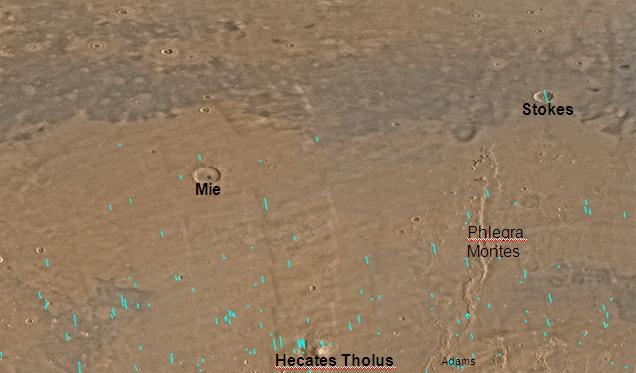
Mapa do quadrângulo de Cebrenia. A Viking 2 aterrissou próximo à cratera Mie. O vulcão Hecates provavelmente possui geleiras em suas encostas.

O quadrângulo de Cebrenia é um de uma série de 30 quadrângulos em Marte estabelecidos pelo Programa de Pesquisa de Astrogeologia do Serviço Geológico dos Estados Unidos (USGS em inglês). O quadrângulo se localiza na porção noroeste do hemisfério ocidental de Marte e cobre uma área que vai de 120º a 180º longitude leste (180º a 240º longitude oeste) e de 30º a 65º latitude norte. O quadrângulo utiliza uma Projeção conforme de Lambert a uma escala nominal de 1:5,000,000 (1:5M). Também se pode referir ao quadrângulo de Cebrenia como MC-7 (Mars Chart-7).
As delimitações sul e norte do quadrângulo de Cebrenia medem aproximadamente 3,065 km e 1,500 km de largura, respectivamente. A distância norte-sul é de aproximadamente 2,050 km (pouco menos que a distância da Groenlândia). O quadrângulo cobre uma área aproximada de 4,9 milhões de km², ou pouco mais de 3% da área superficial de Marte.

## Origem do nome
Cebrenia é uma formação de albedo telescópica localizada a 50° N e 150° E em Marte. A formação recebeu este nome de planícies ao redor da antiga Tróia. O nome foi aprovado pela União Astronômica Internacional (UAI) em 1958.

## Fisiografia e geologia

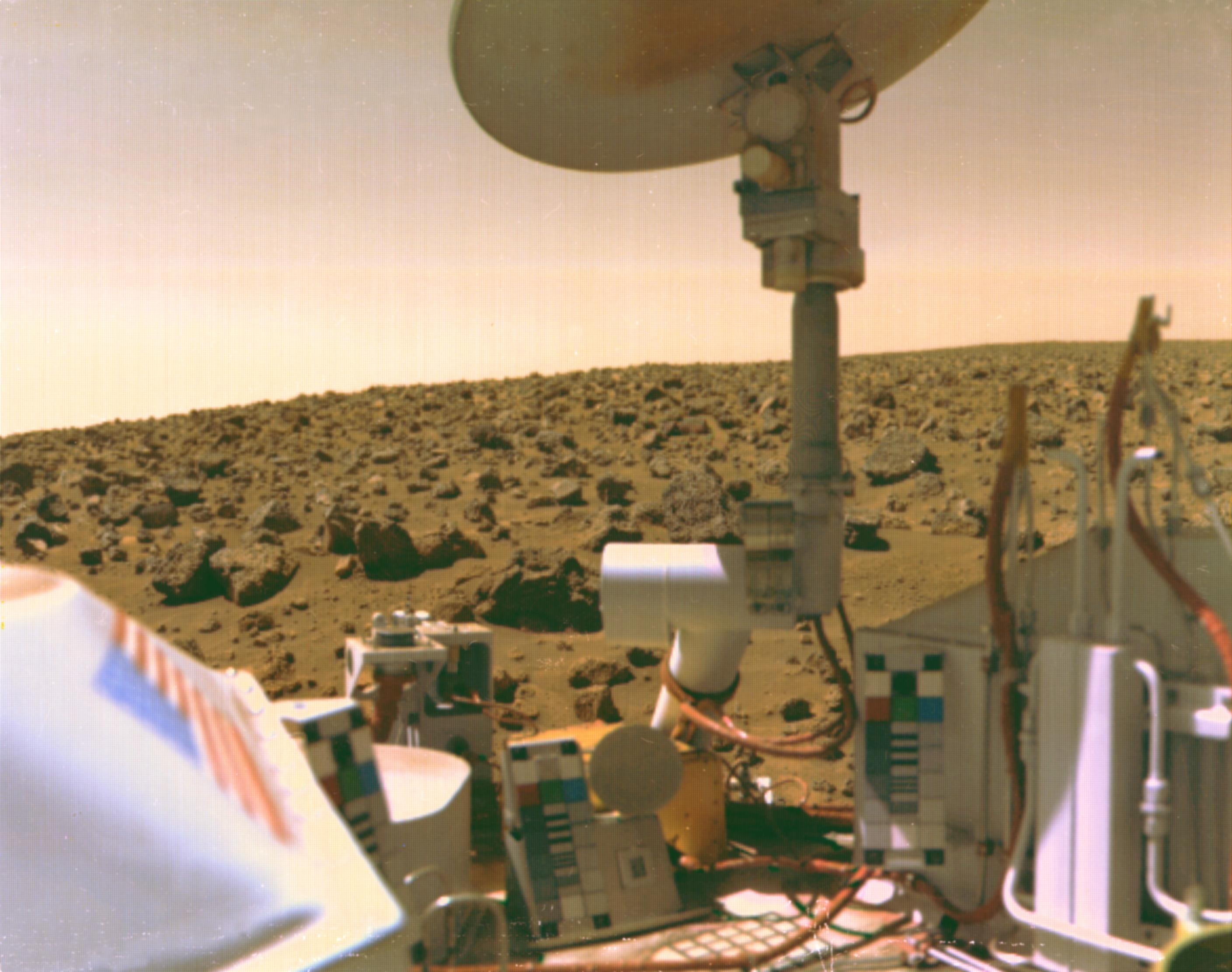
Imagem de Marte obtida pela Viking 2.

As formações mais proeminentes do quadrângulo são as grandes crateras Mie e Stokes, um vulcão, Hecates Tholus, e um grupo de montanhas, Phlegra Montes.  Esta área é uma planície suave e regular em sua maior parte, fazendo com que as relativamente grandes crateras Mie e Stokes se destaquem bastante.
A Viking II (parte do Programa Viking) aterrissou próximo a Mie em 3 de setembro de 1976. As coordenadas do seu local de aterrissagem são 48° N e 226° W.

## Resultados da Missão Viking II

### Como seria um passeio no local de aterrissagem
O céu teria uma coloração rosa-claro.  O solo também teria uma aparência rosada.  A superfície seria desigual, o solo seria atravessado por grandes trincheiras.  Grandes rochas se encontrariam espalhadas pelo solo.   A maioria das rochas possui tamanhos similares. A maioria das rochas teria pequenos buracos ou bolhas em sua superfície causadas pelo gás escapando quando estas rochas vieram à superfície.  Alguns penedos exibiriam marcas de erosão eólica.  Muitas rochas pareceriam empoleiradas, como se o vento tivesse removido grande parte do solo em suas bases. No inverno neve e gelo cobririam a maior parte do solo. Haveria muitas dunas de areia ainda ativas. A velocidade do vento seria de aproximadamente 7 metros por segundo (25,75 km por hora).  Haveria uma crosta rígida no topo do solo similar a um depósito, chamado caliche, que é bastante comum no sudoeste dos Estados Unidos. Tais crostas seriam formadas por soluções de minerais se movendo através do solo e evaporando na superfície.  Cientistas declararam em um artigo de setembro de 2009 no jornal Science, que se a Viking II tivesse escavado apenas 10 centímetros no solo, ela teria encontrado uma camada de gelo quase puro.

### Análise do solo
O solo se assemelhava àqueles que passaram por meteorização de lava basáltica.  O solo testado continha silício e ferro em abundância, junto a quantidades significativas de magnésio, alumínio, enxofre, cálcio, e titânio.  Elementos traço, estrôncio e ítrio, foram detectados.  A quantidade de potássio era 5 vezes menor do que aquela encontrada na crosta da Terra.  Alguns compostos químicos no solo continham enxofre e cloro, que se assemelhavam a compostos típicos residuais de uma evaporação da água do mar. O enxofre se concentrava mais na crosta do topo do solo, então na crosta principal abaixo. O enxofre pode estar presente como sulfatos de sódio, magnésio, cálcio, ou ferro.  A presença de um sulfeto de ferro também é possível. Ambos os veículos exploradores de Marte Spirit e Opportunity encontraram sulfatos em Marte.  O veículo Opportunity (que aterrissou em 2004 com instrumentos avançados) encontrou sufato de magnésio e sulfato de cálcio em Meridiani Planum. Utilizando-se resultados de medições químicas, modelos minerais sugerem que o solo poderia ser composto de uma mistura composta em aproximadamente 90% de argila rica em ferro, aproximadamente 10% de sulfato de magnésio (kieserita?), aproximadamente 5% carbonato (calcita), e aproximadamente 5% de óxido de ferro (hematita, magnetita, goethita?).  Esses minerais são produtos de meteorização de rochas ígneas máficas. Estudos com magnetos a bordo dos veículos indicaram que o solo possui entre 3 e 7 por cento de materiais magnéticos em massa. Os compostos químicos magnéticos poderiam ser magnetita e maghemita. Estes poderiam ser produtos da meteorização de rocha basáltica.  Experimentos executados pelo veículo explorador de Marte Spirit (que aterrissou em 2004) indicaram que a magnetita poderia explicar a natureza magnética da poeira e do solo de Marte. A magnetita foi encontrada no solo e as partes mais magnéticas do solo eram negras.  A magnetita é uma substância bastante escura.

### Busca pela vida
A Viking executou três experimentos para identificar possíveis sinais de vida. Os resultados foram surpreendentes e interessantes. A maior parte dos cientistas agora acredita que os dados são resultados de reações químicas inorgânicas no solo, mas alguns cientistas ainda acreditam que os resultados sejam provenientes de reações orgânicas. Nenhum mineral orgânico fora encontrado no solo. No entanto, as regiões secas da Antártica também não possuem quaisquer compostos orgânicos detectáveis, mas possuem organismos vivendo nas rochas.  Marte quase não possui uma camada de ozônio, como a da Terra, então a radiação UV esteriliza a superfície e produz compostos químicos altamente reativos como peróxidos que oxidariam qualquer substância química orgânica.  O aterrissador Phoenix identificou a substância química perclorato no solo marciano. Perclorato é um forte oxidante, que pode ter destruído qualquer matéria orgânica na superfície.  Se este composto for abundante planeta afora, a vida baseada no carbono poderia ser dificultada no solo da superfície.
Uma pesquisa publicada no Journal of Geophysical Research em setembro de 2010, propôs que compostos orgânicos estavam de fato presente nas amostras de solo analisadas por ambas as sondas Viking 1 e 2. O aterrissador Phoenix da NASA detectou em 2008 perclorato, que tem o potencial de destruir compostos orgânicos quando aquecido, produzindo clorometano e diclorometano, os compostos clorosos idênticos aos descobertos por ambos os aterrissadores Viking quando estes executaram os mesmos testes em Marte. Devido à possibilidade de o perclorato ter quebrado qualquer substância orgânica em Marte, a questão de se a Viking encontrou ou não sinais de vida permanece motivo de amplo debate.

## Gelo exposto em crateras recentes

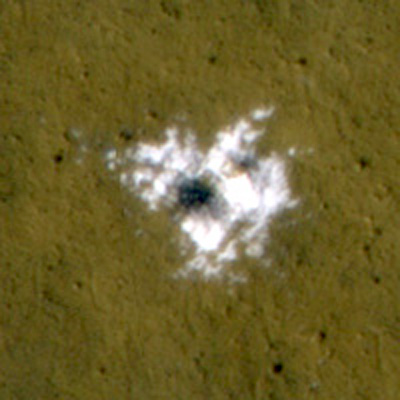
A parte clara na imagem é gelo congelado que foi exposto pelo impacto. O gelo foi identificado utilizando o instrumento CRISM da MRO.

Uma pesquisa abrangente, relatada no jornal Science em setembro de 2009, demonstrou que crateras novas em Marte exibem gelo de água puro e exposto à superfície. Depois de um tempo, o gelo desaparece, evaporando para a atmosfera. O gelo possui apenas alguns pés de profundidade.  A presença de gelo foi confirmada pelo instrumento Compact Imaging Spectrometer (CRISM) a bordo da Mars Reconnaissance Orbiter (MRO).  O gelo foi encontrado em um total de 5 localidades.  Três dessas localidades se situam no quadrângulo de Cebrenia. Essas localidades são 55.57° N, 150.62° E; 43.28° N, 176.9° E; e 45° N, 164.5° E.  .
Essa descoberta demonstra que futuros colonizadores de Marte seriam capazes de obter água a partir de ema variedade de localidades. O gelo pode ser desenterrado, derretido, e então ser quimicamente quebrado para se obter oxigênio e hidrogênio para servir de combustível para o veículo espacial.  Hidrogênio é o potente combustível utilizados nos principais motores do ônibus espacial.

## Outras crateras
Crateras de impacto geralmente possuem uma borda com ejecta ao seu redor; em contraste as crateras vulcânicas não possuem borda ou depósitos de ejecta.  Às vezes as crateras exibirão camadas. A colisão que produz uma cratera é semelhante a uma poderosa explosão, na qual as rochas das camadas subterrâneas são trazidas para a superfície. As crateras têm o potencial de expor o que se oculta por baixo do solo.

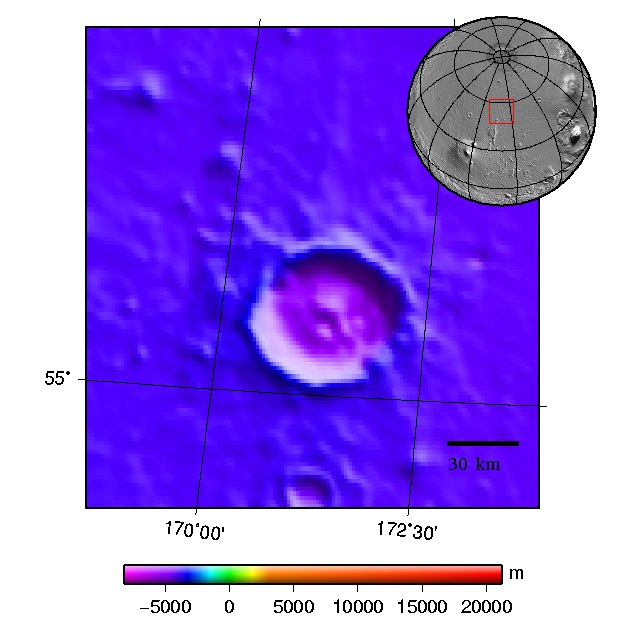
Mapa topográfico do MOLA da cratera Stokes.
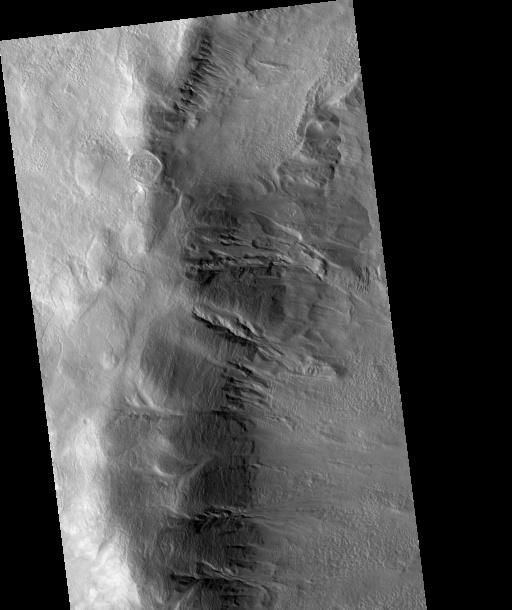
Cratera Chineoteague, vista pela HiRISE.
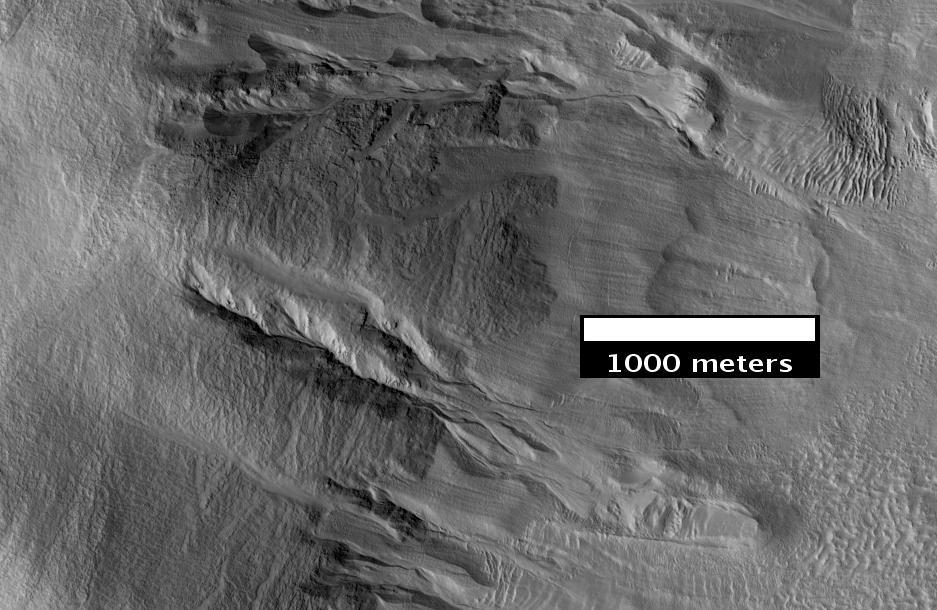
Imagem aproximada da cratera Chineoteague Crater, visto pela HiRISE. Vista aproximada da imagem anterior. Note as ravinas e formações associadas.

## Hecates
Pesquisas recentes levam cientistas a acreditar que Hecates entrou em erupção de maneira explosiva há aproximadamente 350 milhões de anos atrás, o que não significa muito na escala de tempo de Marte. As erupções criaram depressões nos flancos dos vulcões. E há apenas cinco milhões de anos atrás, depósitos glaciais se formaram no interior dessas depressões.  Alguns vales em Hecates exibem um padrão de drenagem paralelo.

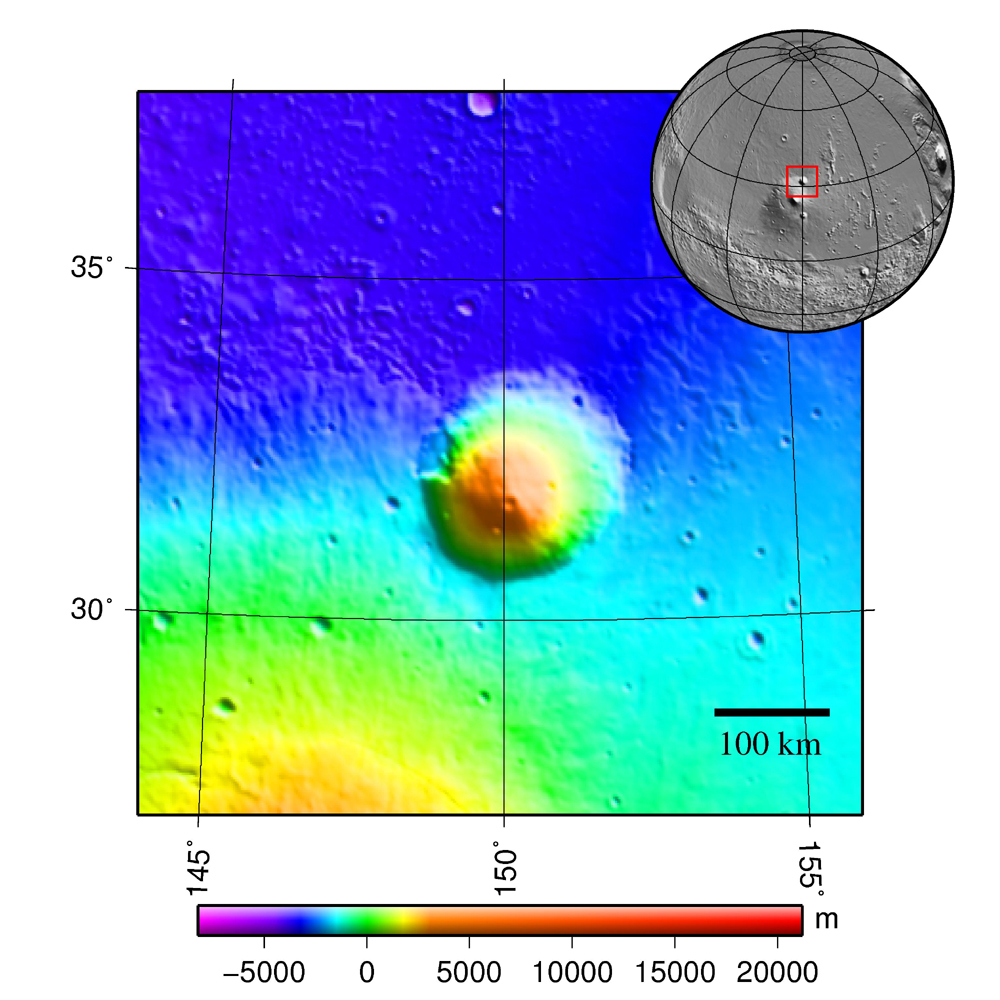
Mapa topográfico de Hecates Tholus.
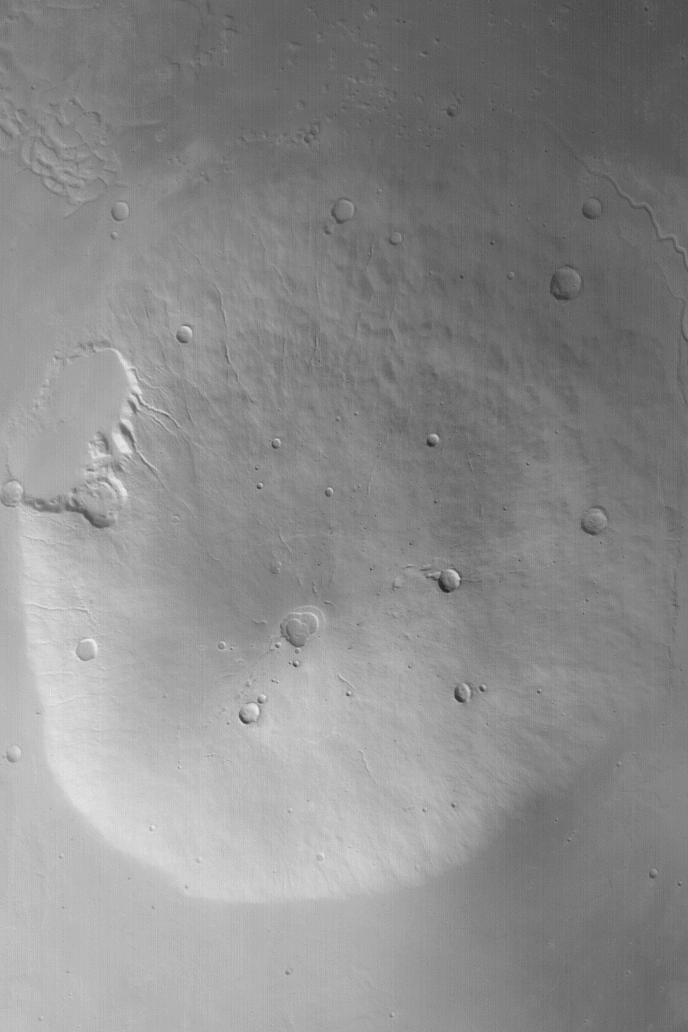
Hecates Tholus, visto pela Mars Global Surveyor.
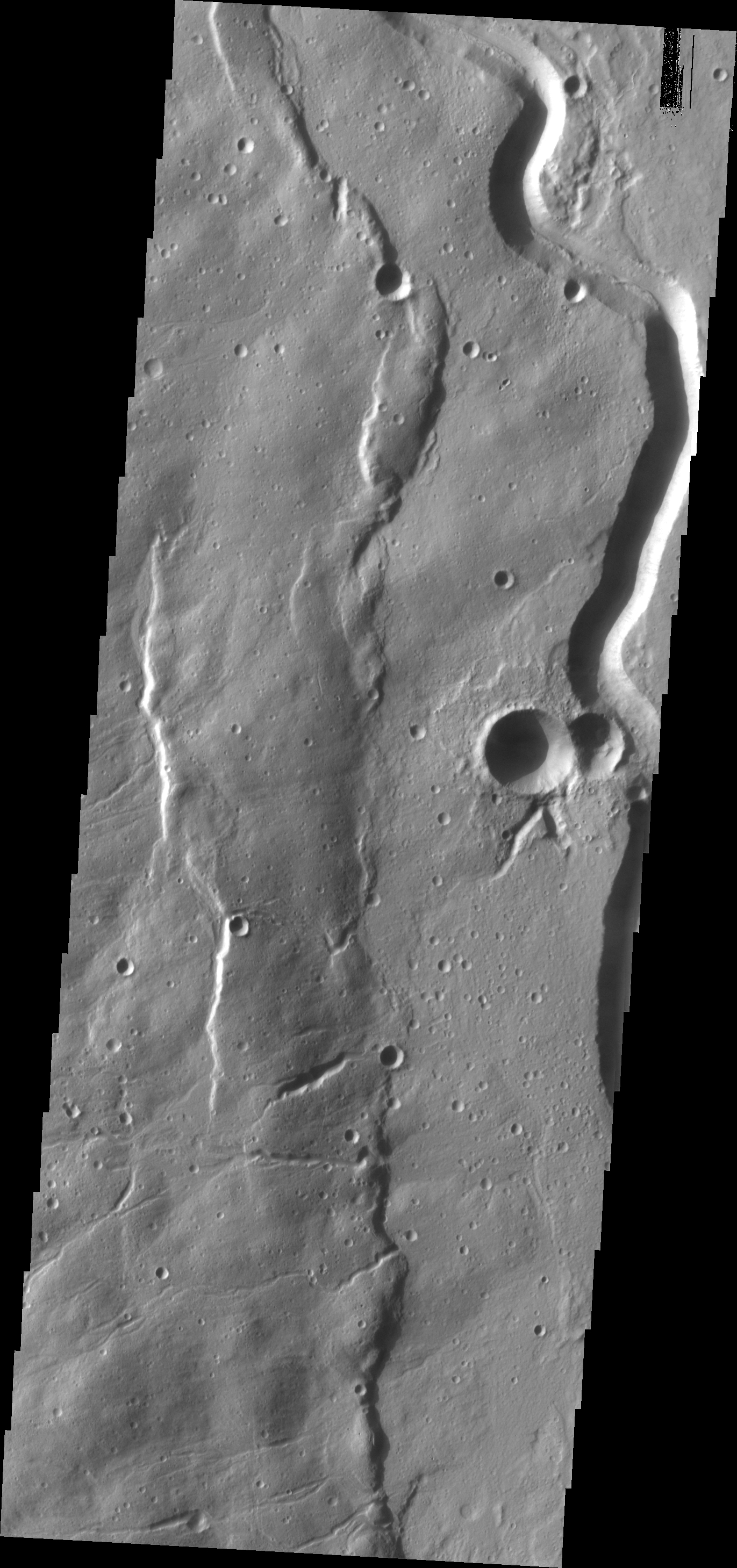
Buvinda Vallis, visto pela THEMIS.  Buvinda Vallis está associado a Hecates Tholus; se localizando logo a leste de Hecates Tholus.

## Interações entre gelo e vulcões
Acredita-se que grandes quantidades de gelo estejam presentes sob a superfície de Marte.  Alguns canais se encontram debaixo de regiões vulcânicas.  Quando a rocha derretida do subsolo se aproxima do gelo, grandes quantidades de água líquida e barro podem se formar.  Hrad Vallis no quadrângulo de Cebrenia se situa próximo a Elysium Mons, um grande vulcão, e pode ter suprido água para criar o canal.  Hrad Vallis é mostrado nas imagens abaixo.

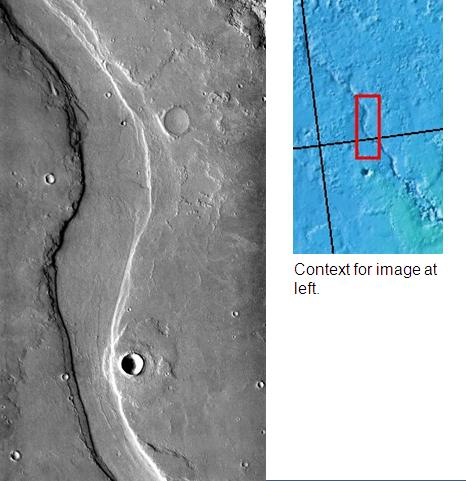
Hrad Vallis pode ter se formado quando o grande complexo vulcânico de Elysium Mons derreteu o gelo do solo, visto pela THEMIS.
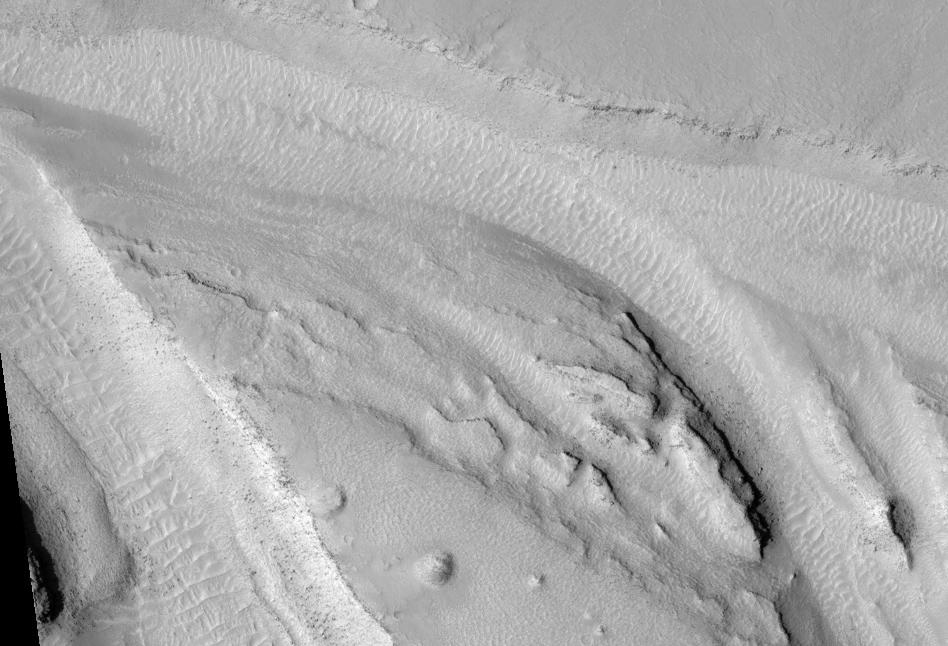
Ilhas alinhadas com as marcas de fluxo em Hrad Vallis, visto pela HiRISE.

## Região de Galaxias

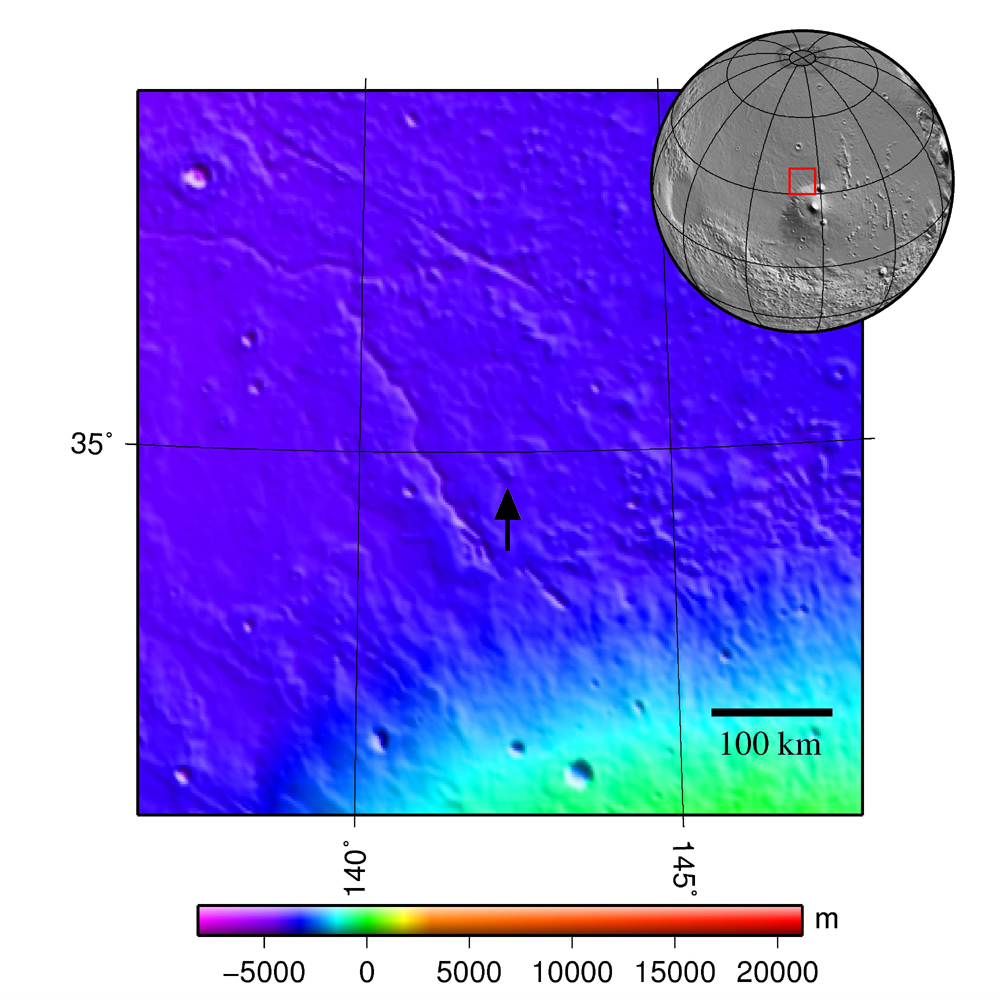
Mapa topográfico do MOLA de Galaxius Mons.
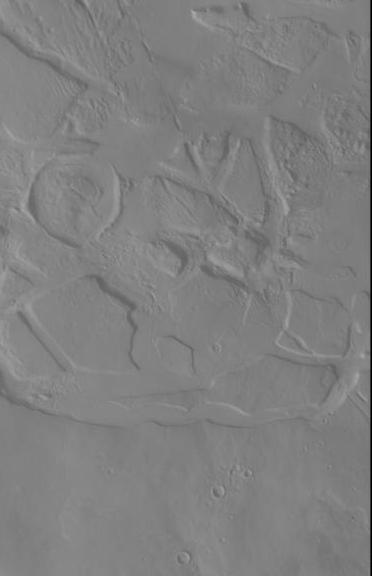
Galaxias Chaos visto pelo instrumento CTX.  A vista da próxima imagem é parte desta fotografia.
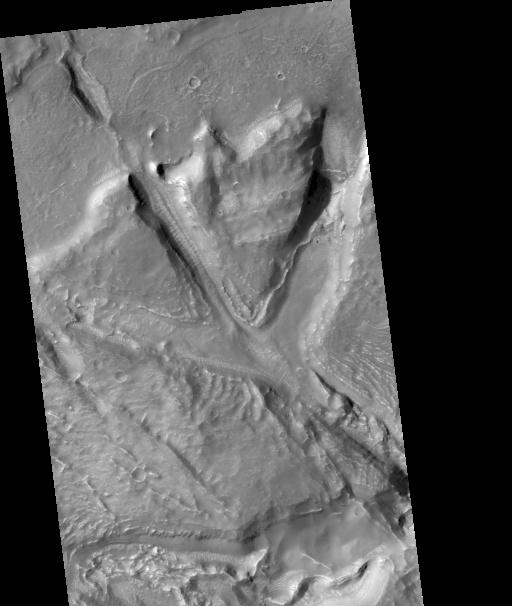
Galaxias Chaos visto pela HiRISE.

## Outras imagens do quadrângulo de Cebrenia

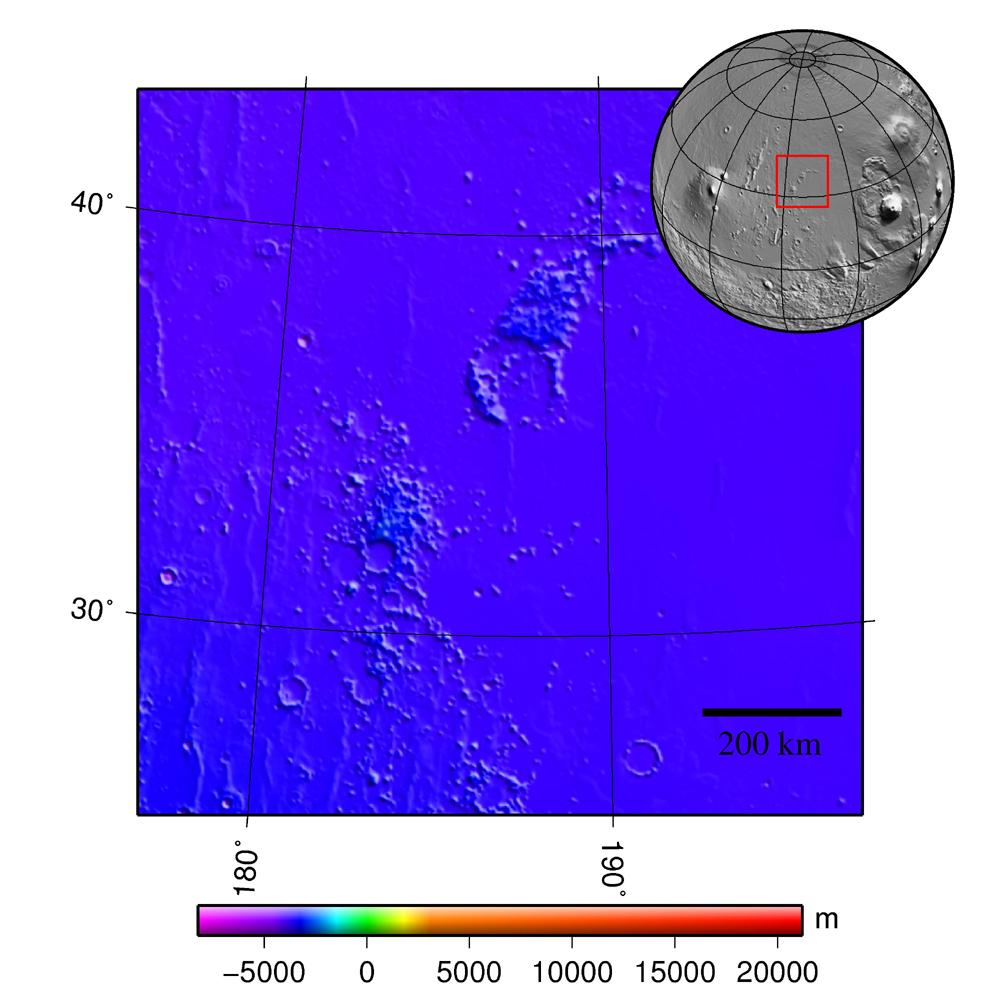
Mapa topográfico de Erebus Montes.
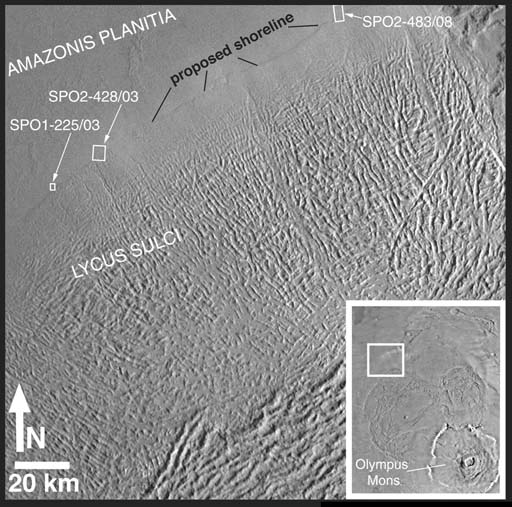
Bordas de Lycus Sulci.
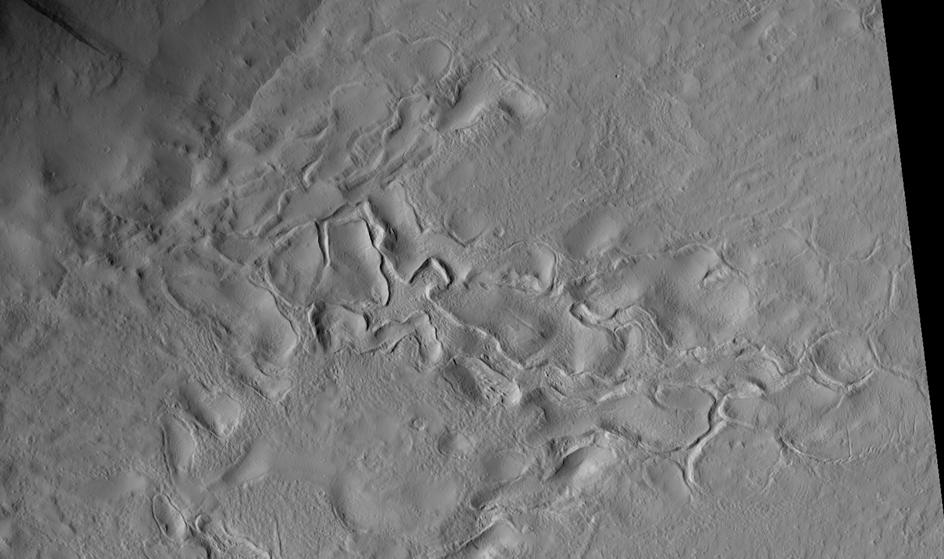
Objetos geográficos em Lycus Sulci, visto pela HiRISE sob o programa HiWish.